# Personal luxury car
Personal luxury car är en typ av bil som var populär i USA under andra halvan av 1900-talet.
En typisk personal luxury car är en fyrsitsig coupé som sätter egenskaper som  lyx och komfort framför sportighet och prestanda.

## Galleri

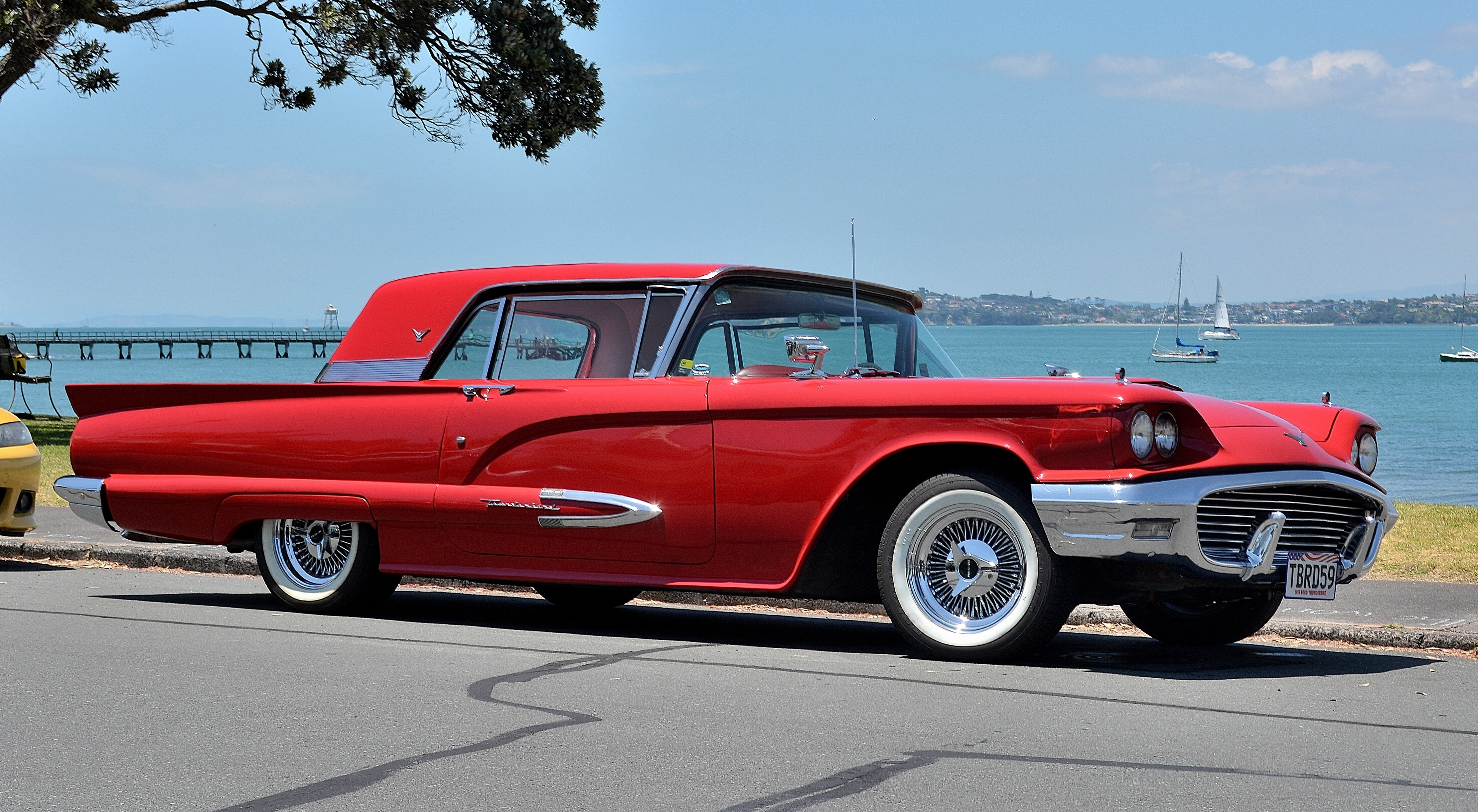
Ford Thunderbird 1959
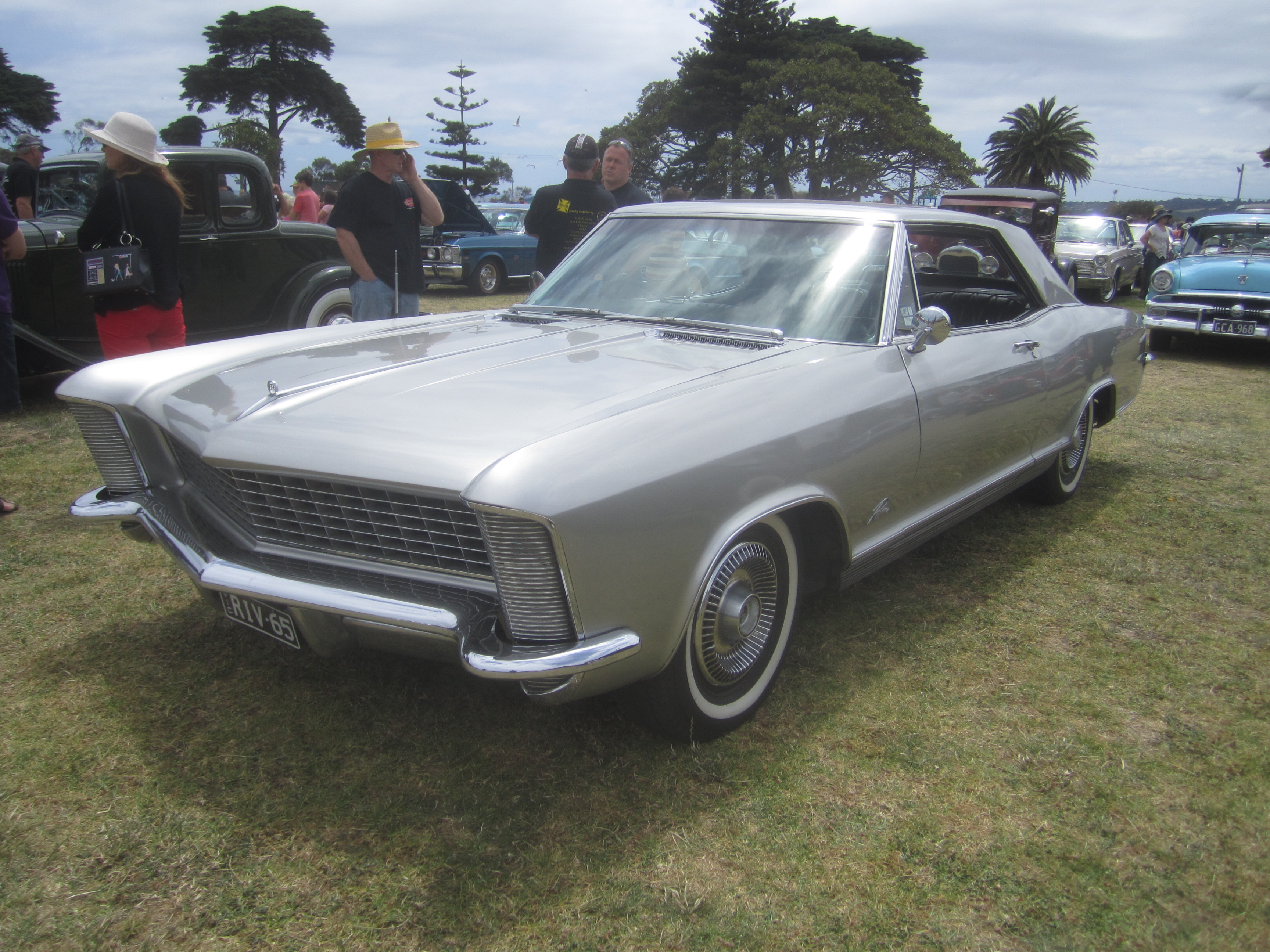
Buick Riviera 1965
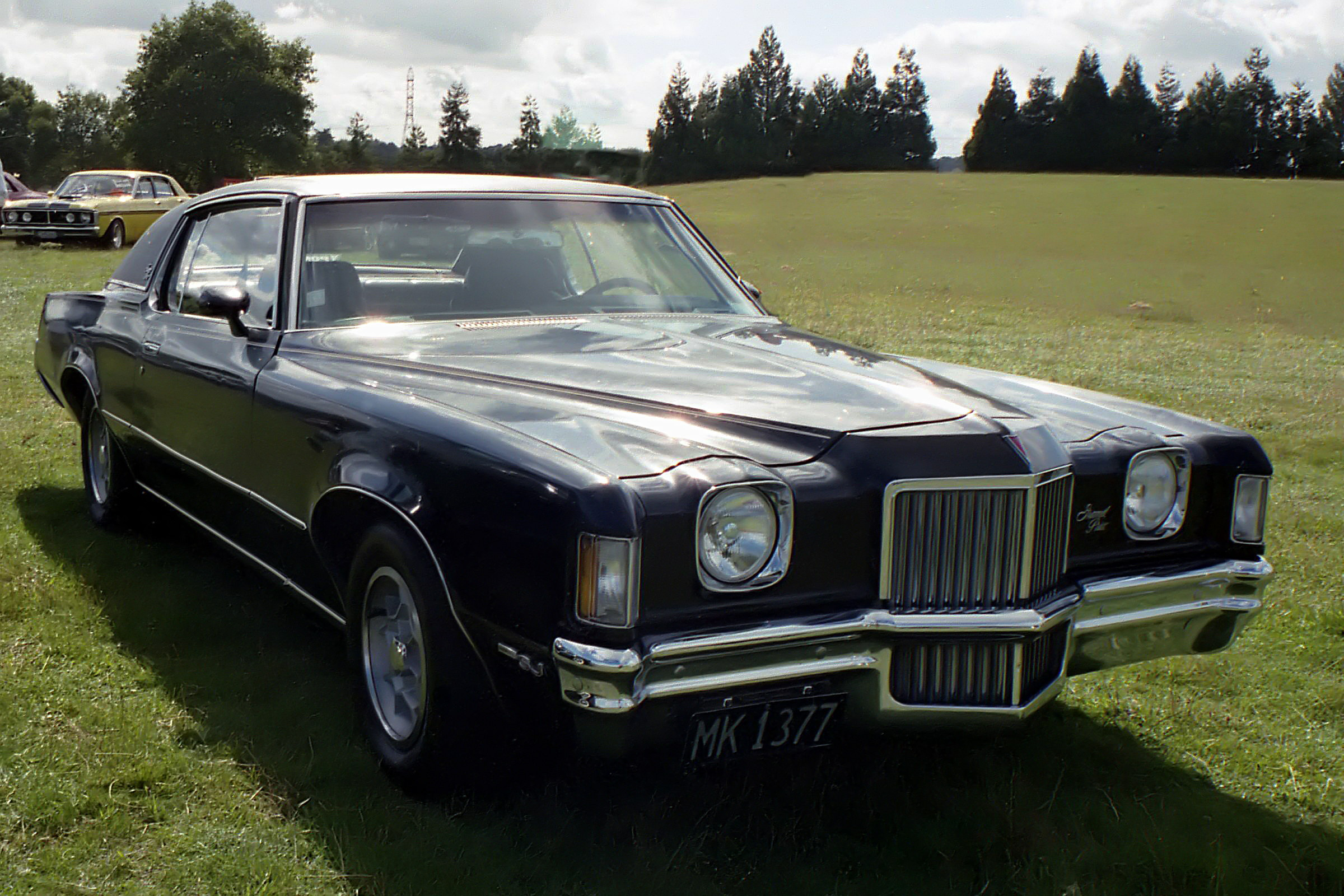
Pontiac Grand Prix 1971
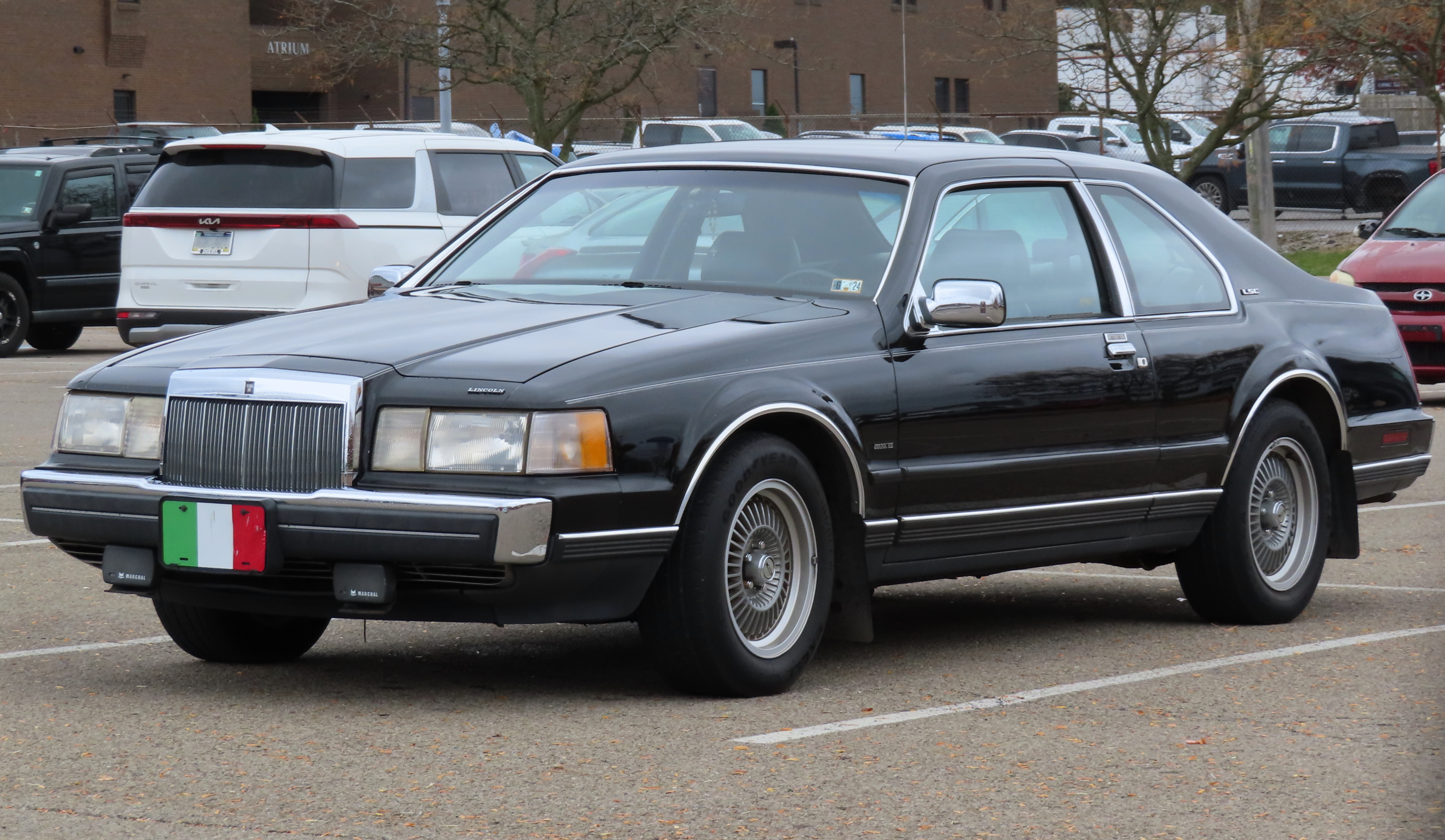
Lincoln Mark VII 1986
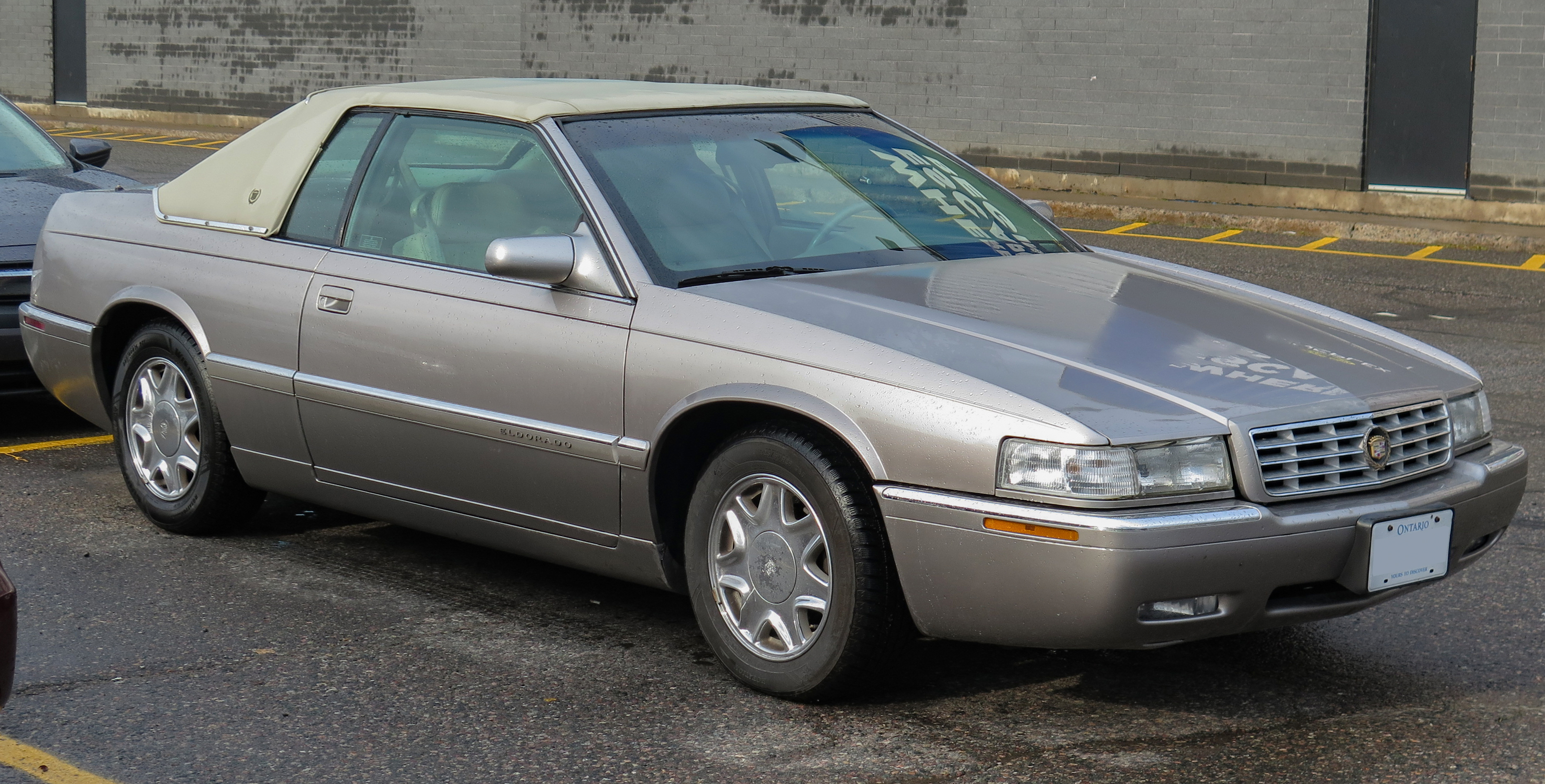
Cadillac Eldorado 1995
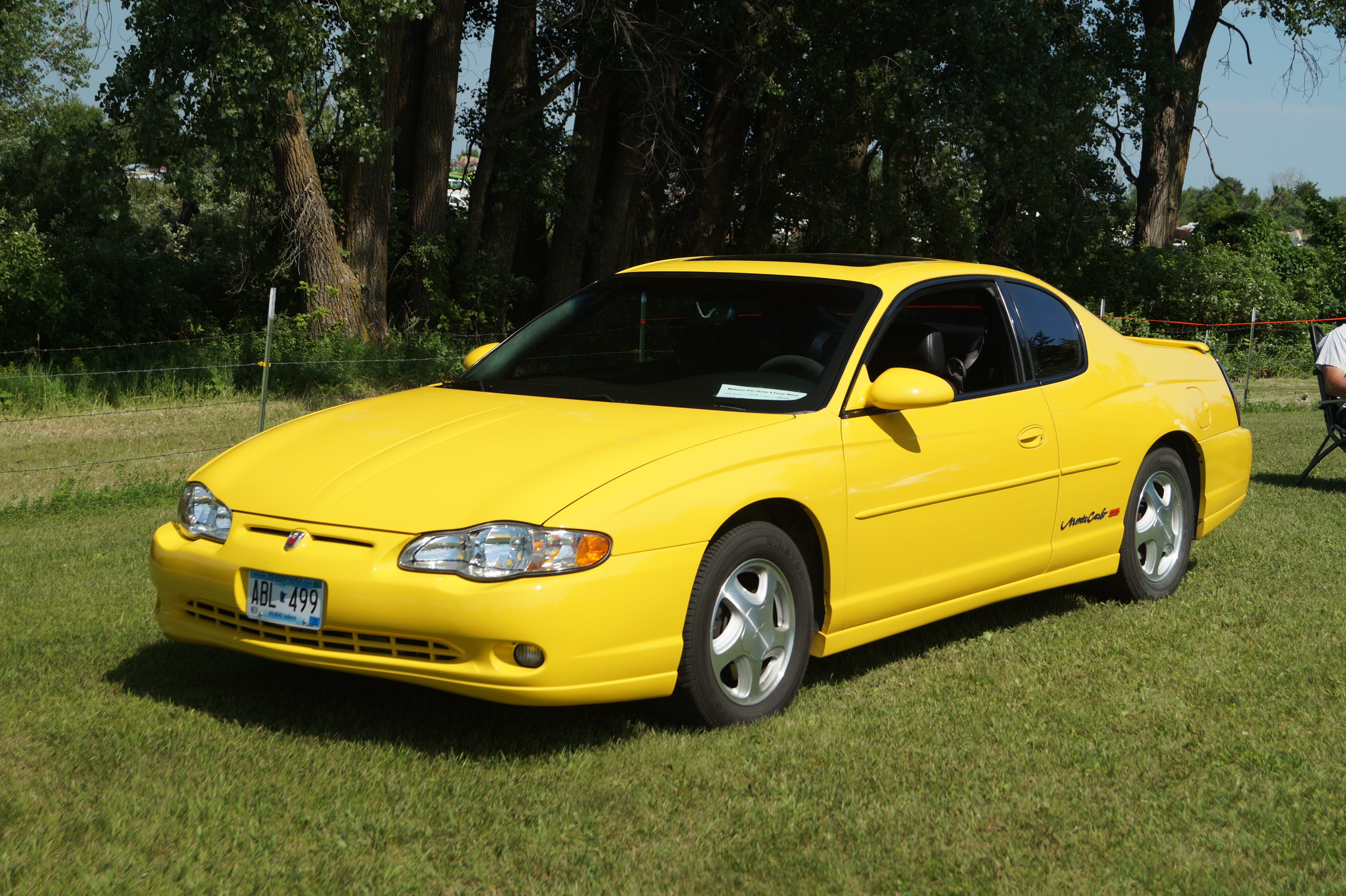
Chevrolet Monte Carlo 2003